# Raad van bestuur
De raad van bestuur (RvB, maar nu bestuursorgaan) is het hoogste leidinggevende orgaan van een al dan niet op winst gerichte organisatie. Het gaat daarbij bijvoorbeeld om een besloten of een naamloze vennootschap, of in het geval van een non-profitorganisatie om een museum, een openbare bibliotheek of een vereniging zonder winstoogmerk. Een raad van bestuur is belast met de strategische leiding van de onderneming en wordt voorgezeten door een bestuursvoorzitter.

## One-oftwo-tier Board
In Nederland legt de raad van bestuur verantwoording af aan een raad van commissarissen (RvC), een raad van toezicht of een algemene vergadering van aandeelhouders. Deze splitsing van functies in twee organen wordt in het jargon een two-tier Board genoemd.
In het rechtssystemen van het Angelsaksisch model is de Board of Directors één orgaan waarin de leiding van de rechtspersoon in handen is van uitvoerende bestuurders, Executive Directors, en het toezicht op de leiding door niet uitvoerende bestuurders, Non-Executive Directors, verenigd zijn. De Board of Directors wordt in het jargon daarom een one-tier Board genoemd.

## Nederland
In Nederland is per 1 januari 2013 de Wet bestuur en toezicht van kracht geworden. Deze wet maakt het voor Nederlandse vennootschappen mogelijk het monistische bestuursmodel van de one-tier Board te introduceren als een alternatief voor het dualistische bestuursmodel van de two-tier Board. Dit nieuwe regime bracht overigens geen fundamentele wijzigingen teweeg. Elke bestuurder blijft verantwoordelijk voor de taakvervulling door het hele bestuur en is in principe voor het geheel aansprakelijk in geval van onbehoorlijk bestuur.
De wet gaat ervan uit dat de statuten de taakverdeling over uitvoerende en niet uitvoerende bestuurders regelt. Hierbij geldt wel dat bepaalde taken die onder het huidige regime al exclusief toekomen aan de RvC – zoals het toezicht op en de vaststelling van de bezoldiging van (uitvoerende) bestuurders – in geval van een one-tier board niet aan de uitvoerende bestuurders kunnen worden toebedeeld. De benoeming van uitvoerende bestuurders en niet uitvoerende bestuurders geschiedt door de algemene vergadering van aandeelhouders, tenzij op de vennootschap het volledige structuurregime van toepassing is.

## België
In België werd de vermelding 'raad van bestuur' tot 2018 gebruikt. Met het (Europees) harmoniseren van de wetboeken voor ondernemingen, organisaties, stichtingen en aanverwante structuren werd tevens de benaming aangepast naar bestuursorgaan.

## Verantwoordelijkheden
Het bestuursorgaan heeft de uiteindelijke verantwoordelijkheid voor het reilen en zeilen van de organisatie. Het kan daarop door zowel de aandeelhouders als de commissarissen (niet-uitvoerend directeur, onafhankelijk bestuurder) worden aangesproken. Daarnaast zal de bestuursorgaan, wanneer de onderneming negatief in het nieuws komt, de volle kritiek krijgen en eventueel zijn positie moeten verlaten. De leden van het bestuursorgaan kunnen in een aantal gevallen zelfs (privé) aansprakelijk worden gesteld, wanneer zij zich bijvoorbeeld aan wanbeleid schuldig maken of de organisatie door hun schuld failliet of anderszins te gronde gaat.